# Judas and the Black Messiah
Judas and the Black Messiah és una pel·lícula de drama biogràfic dels Estats Units de 2021 sobre Fred Hampton i el Partit Pantera Negra a la dècada del 1960. Està dirigida i produïda per Shaka King i escrita per King i Will Berson. La protagonitzen Daniel Kaluuya i Lakeith Stanfield.

## Premissa
A finals dels 1960, el delinqüent mesquí William O'Neal va acceptar treballar com a informador de l'FBI per tal de destruir el president dels Panteres Negres Fred Hampton.

## Repartiment
- Daniel Kaluuya com a Fred Hampton
- Lakeith Stanfield com a William O'Neal
- Jesse Plemons com a Roy Mitchell
- Dominique Fishback com a Deborah Johnson
- Ashton Sanders com a Larry Roberson
- Martin Sheen com a J. Edgar Hoover
- Algee Smith com a Jake Winters
- Lil Rel Howery com a Brian
- Jermaine Fowler com a Mark Clark
- Darrell Britt-Gibson com a Bobby Rush
- Robert Longstreet com a agent especial Carlyle
- Dominique Thorne
- Amari Cheatom
- Caleb Eberhardt